# Wilfred Trotter
Wilfred Trotter (* 3. November 1872 in Coleford, Gloucestershire, England; † 25. November 1939 in Blackmoor, Hampshire, England) war ein britischer Chirurg und Pionier der Neurochirurgie. Er ist auch bekannt für seine Studien über Sozialpsychologie, vor allem für sein Konzept des Herdeninstinkts, das er zuerst 1908 und 1909 in zwei Aufsätzen und 1915 in seinem berühmten populären Werk The Instincts of the Herd in Peace and War (Die Herdeninstinkte in Kriegs- und Friedenszeiten) vorstellte. Er führte das Konzept eines Instinkts ein, der den Willen des Individuums zugunsten der Gruppe aufhebt.

## Leben
Nach seinem medizinischen Examen hatte Trotter zunächst eine eigene Praxis eröffnet. 1906 begann er am Krankenhaus des University College London zu arbeiten, ab 1935 war er dort Professor. Er war ein landesweit anerkannter Neurochirurg und Spezialist für Krebserkrankungen des Halses und des Kopfs.
Trotter wurde früh auf das Werk Sigmund Freuds aufmerksam, den er mehrere Male persönlich traf. Nach Ernest Jones, Freuds erstem Biographen,

„war er eine der ersten zwei oder drei Personen in England, die die Bedeutung von Freuds Werk zu schätzen wussten, den ich dann auch durch ihn kennenlernte. Er war einer von der sich rasch verringernden Gruppe, die am ersten Internationalen Kongress 1908 in Salzburg teilnahm.“
Von 1928 bis 1932 hatte Trotter das Amt eines Ehrenchirurgen für König Georg V. inne. Er war Mitglied des Council of the Royal Society, das Freud die Ehrenmitgliedschaft verlieh. Nachdem Freud, der an einem Zungenkrebs litt, 1938 nach London umgezogen war, behandelte Trotter ihn auch medizinisch.
Wilfred Bion arbeitete während seiner medizinischen Ausbildung für ihn als Anstaltsarzt, bevor er sich selbst dem Studium von Gruppen widmete. In ihrem Bericht über Bions Leben The Days of our Years schreibt seine Frau Francesca über den großen Einfluss, den Trotter auf die Richtung von Bions Arbeit über Gruppenbeziehungen hatte.
In den letzten Jahren seines Lebens wandte er sich wieder in größerem Umfang dem Schreiben zu. Die Collected Papers of Wilfred Trotter, eine Anthologie seiner letzten Essays, erschienen zwei Jahre nach seinem Tod.

## Werke

### Das Hauptwerk
Trotters populäres Buch The Instincts of the Herd in Peace and War (Die Instinkte der Herde in Friedens- und Kriegszeiten) ist eine scharfsinnige Analyse der Gruppenpsychologie und der Möglichkeit, eine große Zahl von Leuten aufgrund ihres angeborenen Hangs (innate tendency) zu beeinflussen. Aufgrund eigener Studien über Bienenstöcke, Schafherden und ein Wolfsrudel kam er zum Schluss, dass das Individuum nur in der Interaktion mit seiner Gruppe voll leistungsfähig sei. Er unterschied zwischen den „resistiven“, sich Veränderungen widersetzenden Gruppenmitgliedern und den „sensitiven“, dazu bereiten. Die Gruppe könne ihre Potentiale nur entfalten, wenn beide Haltungen miteinander versöhnt würden.
Trotters Schriften über die Herdenmentalität werden von manchen als Durchbruch  für das Verständnis des Gruppenverhaltens angesehen, lange bevor das Studium der Gruppendynamik in allen Lebensaspekten wichtig wurde, von Arbeitsplatzbeziehungen (workplace relations) bis zum Marketing.

### Bibliographie zum Hauptwerk
- Trotter, W. (1908). “Herd instinct and its bearing on the psychology of civilized man - part 1.” Sociological Review, Juli.
- Trotter, W. (1909). “Herd instinct and its bearing on the psychology of civilized man - part 2.” Sociological Review, Januar.
- Trotter, W. (1919). Instincts of the Herd in Peace and War - 4th impression, with postscript. New York, MacMillan.
- Cooke, D. (1987). “Book review - WILFRED TROTTER, Instincts of the herd in peace and war 1916-1919, London, Keynes Press, 1985.” Medical History 31(1): 113-4.
- Holdstock, D. (1985). Introduction. in: Instincts of the herd in peace and war 1916-1919. W. Trotter. London, Keynes Press: pp xxviii.
- R. W. Chapman, in: Sociological Review, XXXV, Nos. 1 and 2, April 1943, pp. 44 ff. (Biobibliographische Notizen und Nachlese)

### Rezeption
Die Überlegungen Trotters haben Einklang in die Propaganda-Theorien von Edward L. Bernays gefunden. Damit haben sie gleichermaßen die Entwicklung der Public Relations beeinflusst, als deren Vater Bernays mitunter gilt. Bernays übernimmt Trotters Gedanken zum gregarious instinct als Grundkonstante menschlichen Verhaltens sowie dessen Überlegungen zum Prozess der Rationalisierung. Trotters Gedanken können in Bernays’ Interpretation außerdem mit moderner sozialpsychologischer Forschung in Verbindung gebracht werden.

### Sonstige Werke
- The Collected Papers of Wilfred Trotter, F.R.S. Oxford University Press, London 1942, Reprint
- Chronic Subdural Haemorrhage (Hemorrhage) of Traumatic Origin, and its Relation to Pachymeningitis Haemorrhagica Interna. Bristol: John Wright, 1914 (Sonderdruck aus dem British Journal of Surgery, Vol. II., No. 6, 1914, S. 271–291)
- Observation and experiment and their use in the Medical Sciences. London: British Medical Association, 1930 (Sonderdruck aus dem British Medical Journal, July 26th, 1930)